# 더그 리빙스턴
더그 리빙스턴(Dugald Livingstone, 1898년 2월 25일 ~ 1981년 1월 15일)은 스코틀랜드의 축구 선수이자 감독이다.
선수 시절 풀백으로 뛰었으며, 1951년부터 1953년까지 아일랜드 축구 국가대표팀 감독을 맡았고, 1953년 벨기에 축구 국가대표팀의 감독을 맡으며 1954년 FIFA 월드컵 조별 리그에서 잉글랜드와 4-4로 비기기도 하였다.
벨기에에서 성공적인 감독 생활을 마치고, 1954년부터 1956년까지 뉴캐슬 유나이티드의 감독을 맡았으며, 이후 풀럼과 체스터필드의 감독을 맡았다.